# کریم چمن‌آرا
کریم چمن‌آرا (۱۵ شهریور ۱۳۰۲ – ۲۵ دی ۱۳۸۷) از نخستین ناشران آثار موسیقی و بنیان‌گذار صنعت تولید و نشر صفحهٔ موسیقی ایرانی در سال‌های ۱۳۳۷ الی ۱۳۵۷ بود. از او به‌عنوان «پدر نشر موسیقی ایران» یاد می‌کنند.

## زندگی
کریم چمن‌آرا در شهریور ۱۳۰۲ در تبریز متولد شد. وی کارش را ابتدا با کتاب‌فروشی و انتشار آثار کوچک علمی‌ادبی در سال‌های دههٔ ۱۳۲۰ شروع کرد و از شهریور ۱۳۳۲، بعد از حریق عمدی که مأموران شهربانی تهران در کتاب‌فروشی او ایجاد کردند، به تولید و نشر صفحات موسیقی پرداخت و با تلاش شبانه‌روزی و تأسیس فروشگاه بزرگ بتهوون در چهارراه ولیعصر (پهلوی سابق)، تنها نمایندۀ رسمی کمپانی‌های بزرگ صفحه‌سازی جهان؛ نظیر دِکّا، ادویچ گرامافون، مرکوری و ... شد و سال‌ها به عنوان مهم‌ترین مرکز توزیع محصولات فرهنگی مرتبط با موسیقی فعالیت کرد.
وی در سال ۱۳۳۷، کمپانی معروف «آهنگ‌ روز» را ابتدا با کمک برادرانش راه‌اندازی و بعدها آن را به‌تنهایی اداره کرد. در این شرکت علاوه بر تولید ترانه‌های روز و رایج‌کردن قانون عقد قراردادهای حقوقی مجزا با سرایندۀ کلام ترانه، آهنگ‌ساز، خواننده و ...، به انتشار مجموعه آثار طراز اول از تک‌نوازی هنرمندان مشهور موسیقی دستگاهی ایران، اقدام کرد. کریم چمن‌آرا، نخستین ناشر آثار موسیقی به مفهوم رسمی و در معیارهای بین‌المللی زمان خود، در تاریخ موسیقی ایران است؛ فعالیت او در این رشته تا ۱۳۵۸ ادامه داشت. در این سال، محموله‌های عظیم صفحات چاپ‌شدۀ سفارشی او که از آلمان رسیده بود، در گمرک جنوب کشور طعمۀ حریق شد و بعد از مدتی با تعطیلی فروشگاه بتهوون، دورۀ رسمی کار کریم چمن‌آرا در موسیقی هم پایان گرفت.
بسیاری از تک نوازی‌های دههٔ ۴۰، سنتور نوازی فرامرز پایور، تار جلیل شهناز، پرویز یاحقی و نخستین برنامه‌های ساز و آواز ایرانی با صدای دلکش و ویولون علی تجویدی در قالب صفحه به همت کریم چمن‌آرا ضبط و ماندگار شد. او دستگاه ضبط و تکثیر صفحه‌های ریزشیار نرم را به ایران وارد کرد، با هنرمندان قرارداد بست و حقوق مادی و معنوی آنها را بیشتر از آنچه امکان ناشران ایران در آن زمان بود پرداخت.

## درگذشت
کریم چمن‌آرا در ۲۵ دی ۱۳۸۷ در سن ۸۵ سالگی در تهران با وجود سلامت جسمي به‌دليل ايست قلبي درگذشت و تلاش ۷۲ ساعته بازماندگان و دوستان او برای گرفتن مجوز دفن در قطعه هنرمندان بهشت زهرای تهران بی‌نتیجه ماند.